# Microstylum rufinevrum
Microstylum rufinevrum är en tvåvingeart som beskrevs av Macquart 1855. Microstylum rufinevrum ingår i släktet Microstylum och familjen rovflugor. Inga underarter finns listade i Catalogue of Life.